# 백마고지역
백마고지역(Baengmagoji station, 白馬高地驛)은 대한민국 강원남도 철원군 철원읍 대마리에 위치한 경원선의 철도역이다.

## 연혁
경원선 복원 당시 기존 철원역이 민통선 내부에 있어 민통선 밖의 철원읍 대마리에 이 역이 대체·신설되었다. 철원의 일부 문학회 회원들과 인근 오대미마을 주민들은 인근에 소설가 이태준의 생가 터가 있는 점에서 역명을 이태준역으로 하기를 희망했으나, 인근에서 벌어진 백마고지 전투에서 이름을 따와 현재의 역명으로 정해졌다. 처음에는 경원선의 기존 노반을 그대로 활용할 예정이었으나, 관할 군 부대의 반대로 터널과 고가 구간을 거쳐 넘어오는 현재의 신규 노선으로 변경되었다.
- 2007년 12월: 착공
- 2012년 11월 20일: 영업 개시
- 2014년 4월 14일: 통근열차 11편으로 증편 운행
- 2014년 8월 1일: 평화열차 운행 개시
- 2015년 8월 5일: 경원선 백마고지 ~ 월정리 구간 기공식 개최
- 2016년 6월 17일: 경원선 백마고지 ~ 월정리 구간 공사 중단
- 2018년 7월 1일: 경원선 연천 ~ 백마고지 구간 선로 개량 공사로 인한 운행 일시 중단
- 2018년 12월 2일: 경원선 연천 ~ 백마고지 구간 운행 재개
- 2019년 4월 1일: 경원선 동두천 ~ 연천 전철화 공사로 인한 운행 중단. 일 14회 대체버스 운행.
- 2026년 7월 : 열차 운행 재개 (예정)

## 구조
지상 1층 규모의 지상역으로, 역 구내는 1면 1선의 승강장만 있을 뿐, 대피선이나 회차 시설은 없다. 승강장 북쪽 끝에는 철도중단점 조형물이 설치되어 있으며, 본선은 승강장을 북쪽으로 조금 벗어난 지점에서 끊긴다. 역 구내에에는 대마리 부녀회에서 운영중인 철원군 농특산물 판매장과 간이식당이 있다.

### 승강장
| ↑신탄리   |
|           |
| 시·종착역 |

| 1 | 경원선 | 통근열차 | 신탄리 · 연천 · 소요산 · 동두천 방면 |

## 역 주변
- 대마사거리: 국도 제3호선과 국도 제87호선이 교차하는 곳으로, 이곳에 민통선 검문소가 있으며, 이곳을 지나 약 2.5km를 더 가면 철원역이 있다.
- 대마리 마을회관
- 대마 보건지소
- 묘장 초등학교
- 백마고지 기념탑
- 철원 노동당사

## 사진

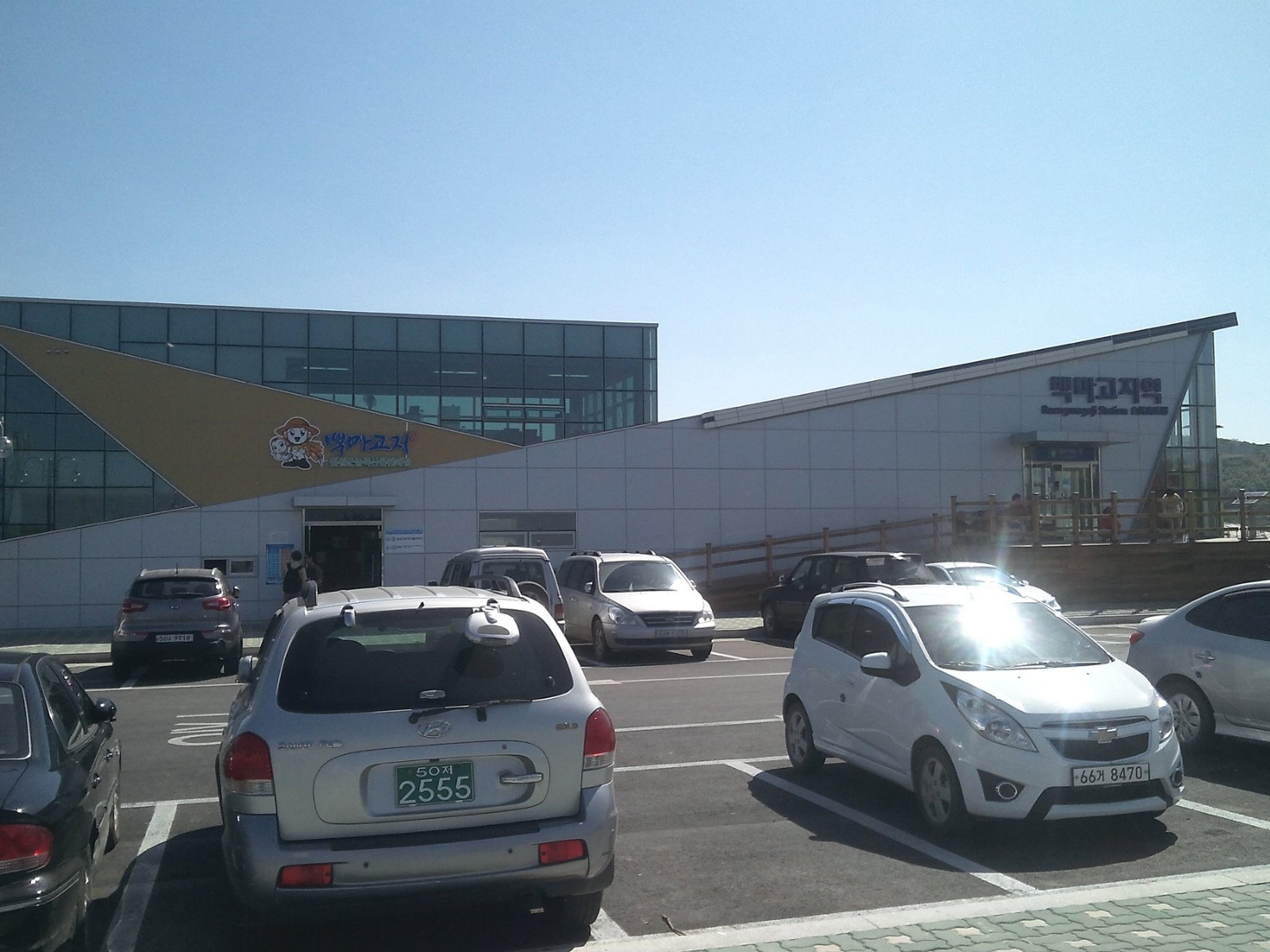
증축된 역사 전경
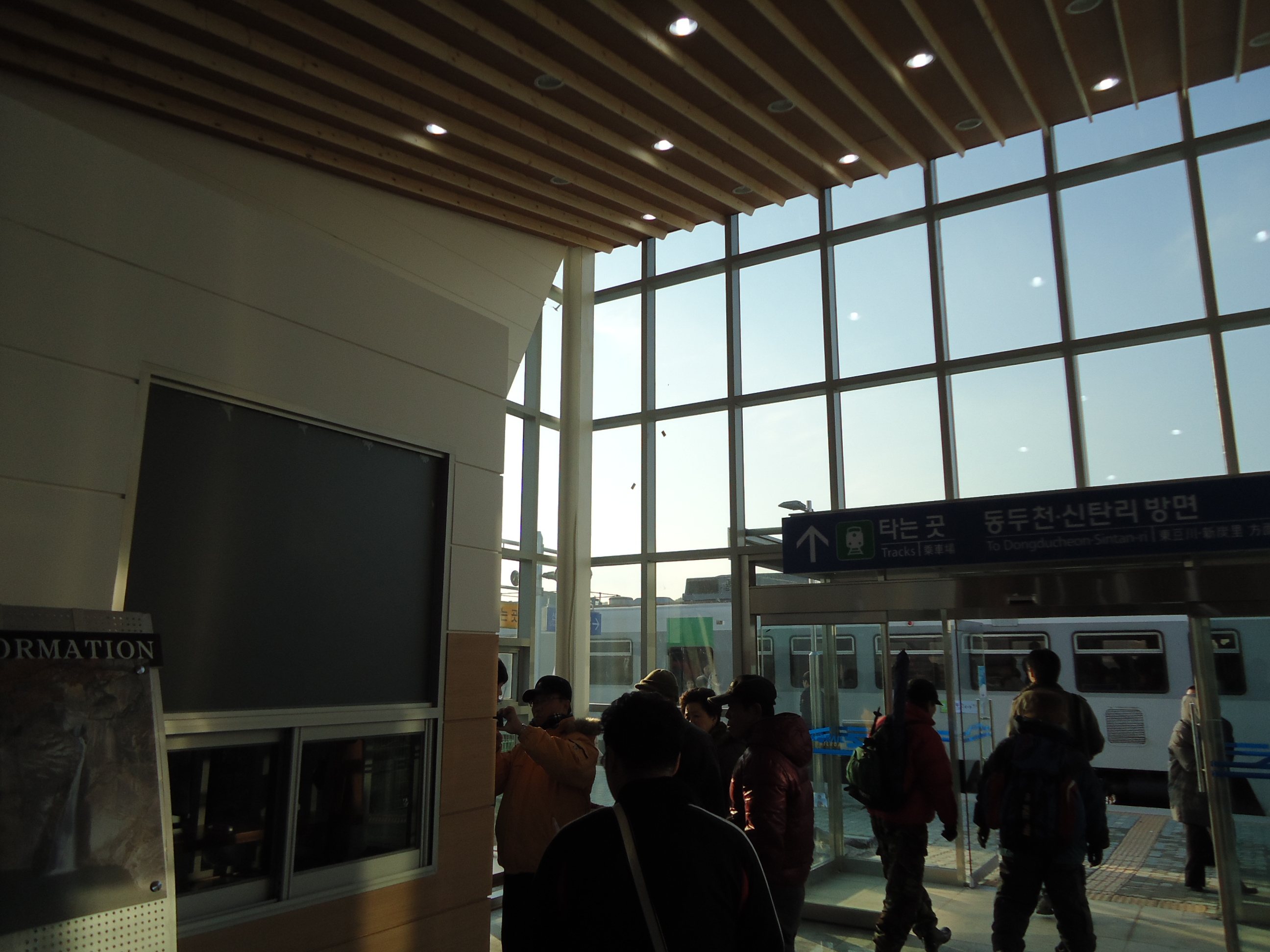
역사 내부 모습
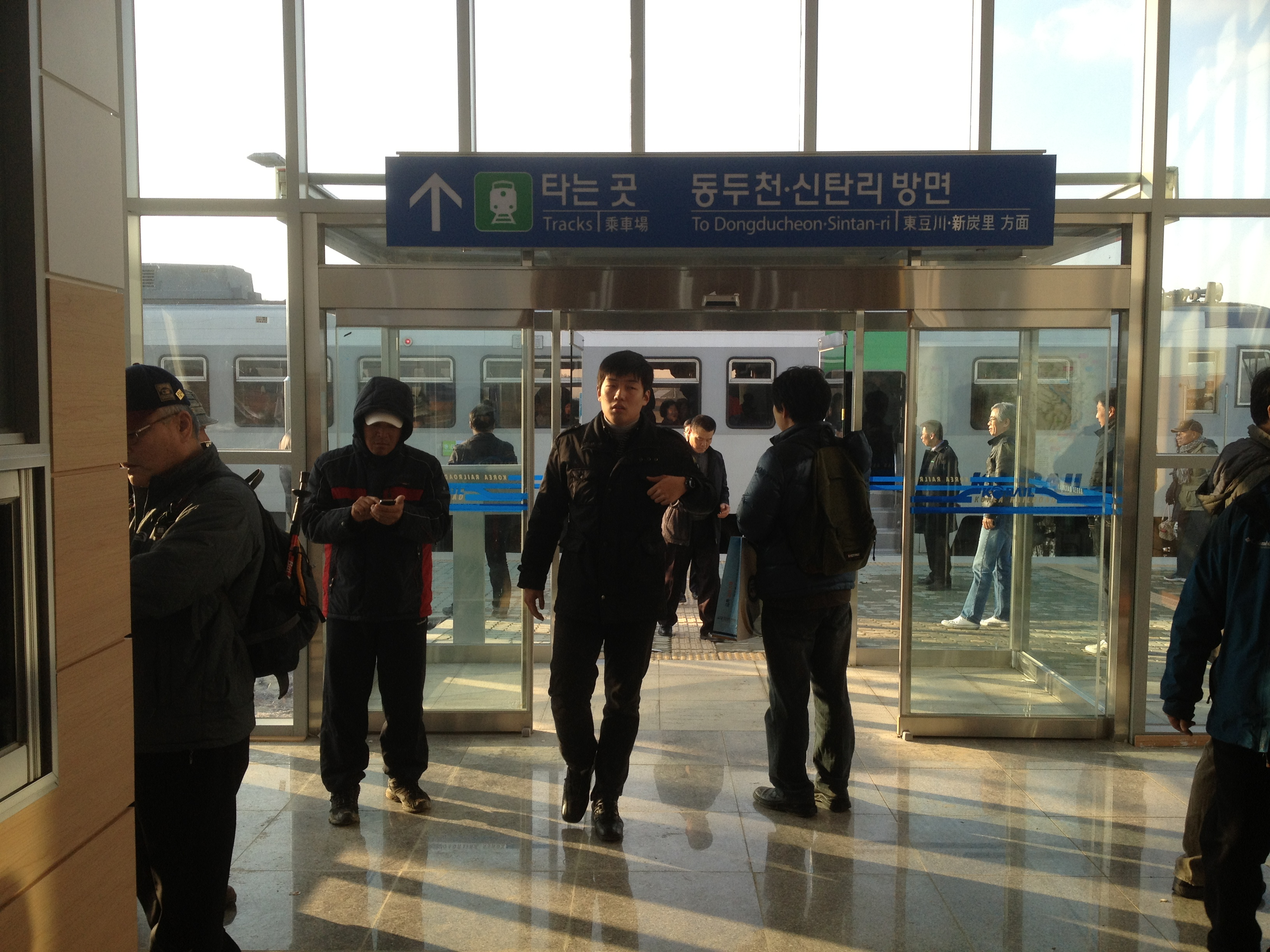
개찰구
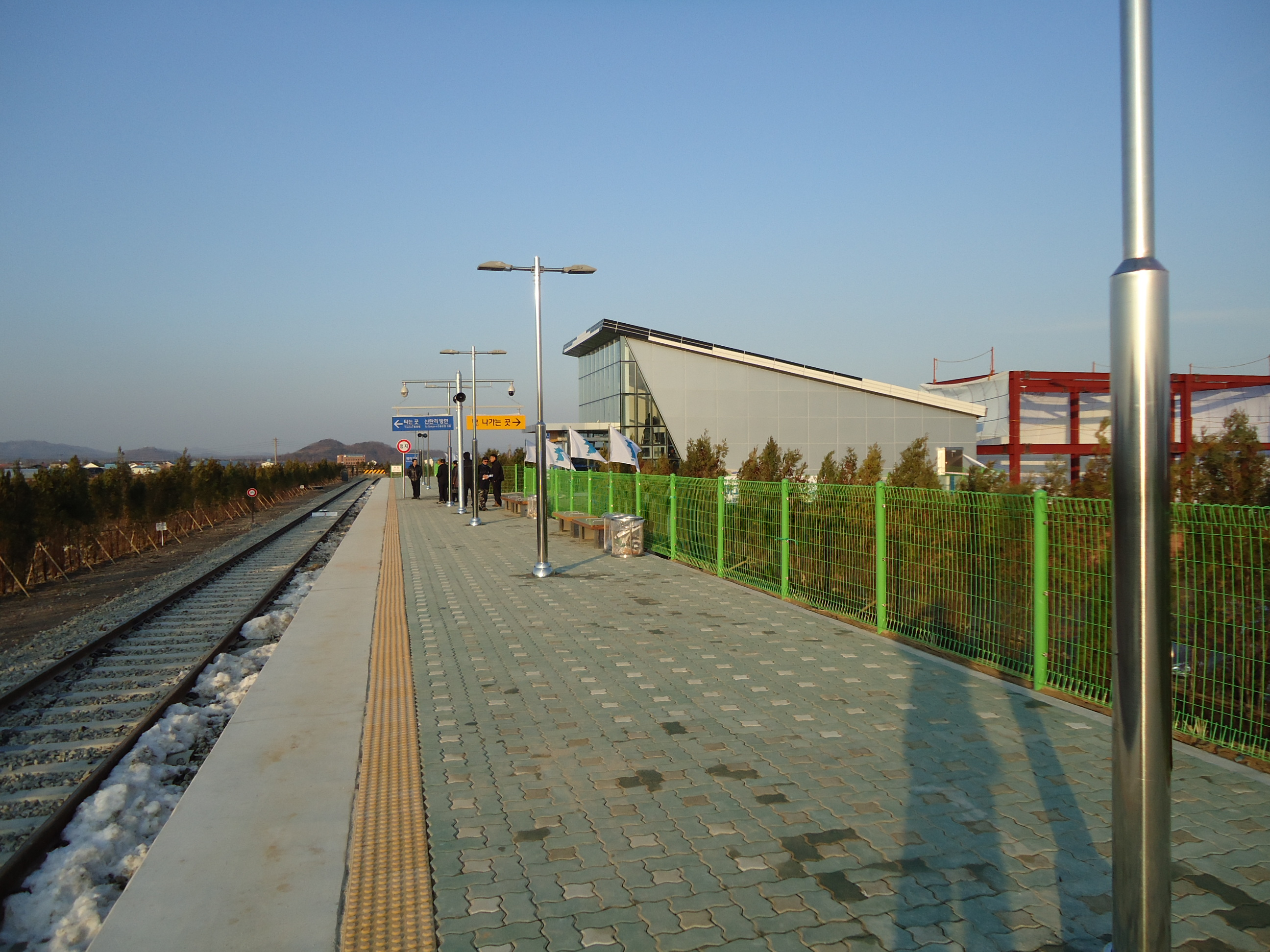
타는 곳
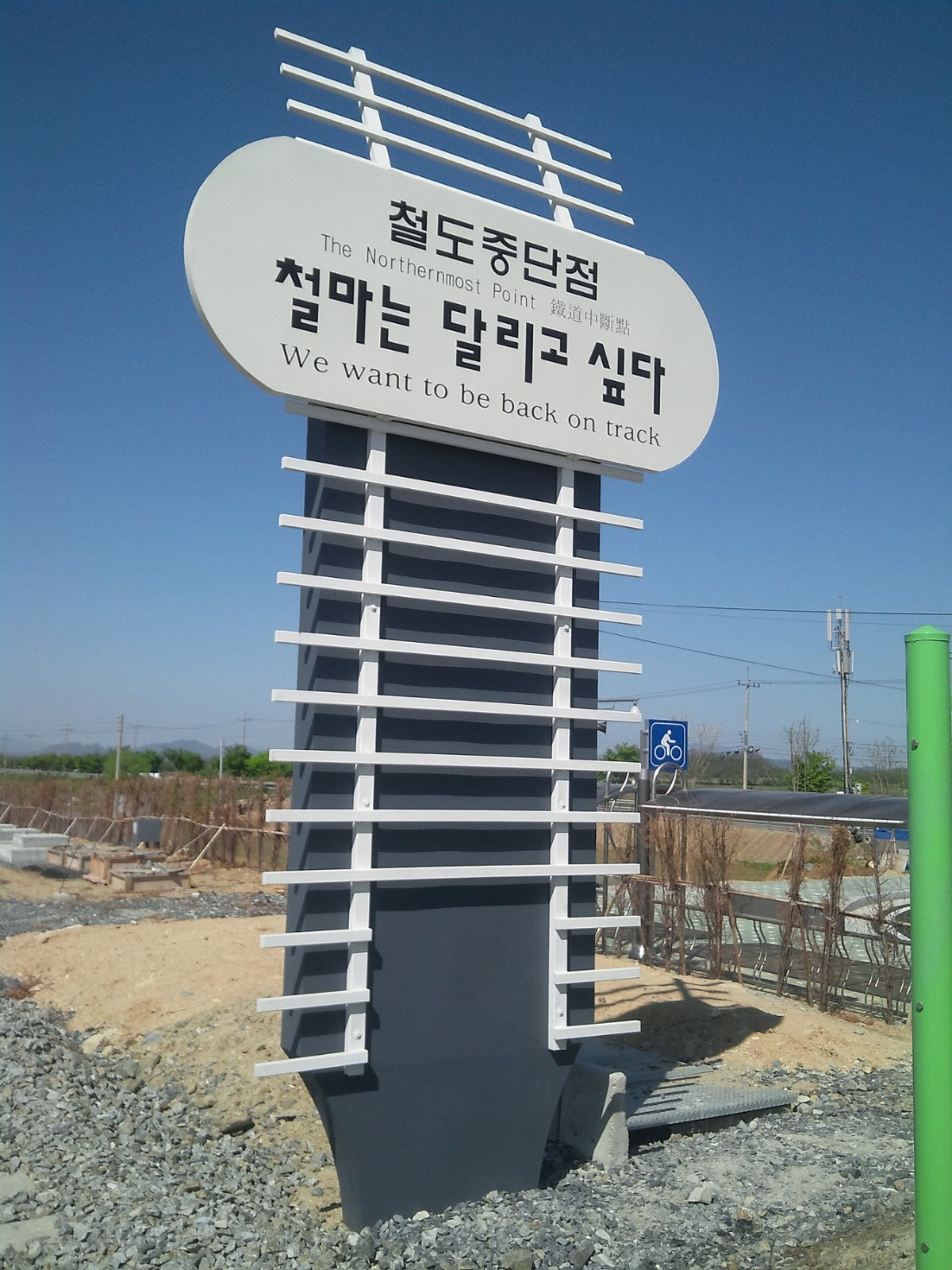
백마고지역으로 옮겨 세워진 경원선 철도중단점비
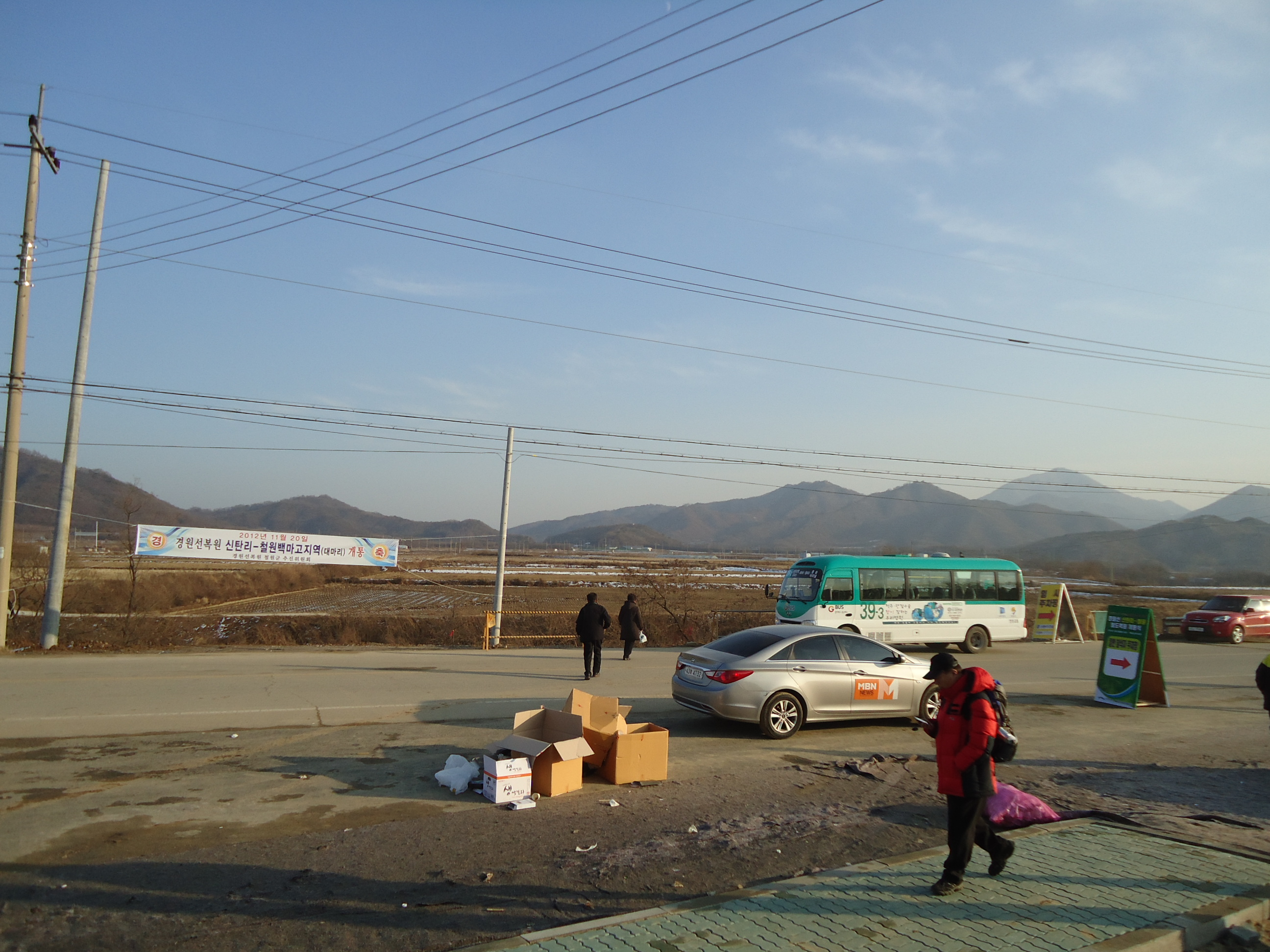
백마고지역 앞 모습
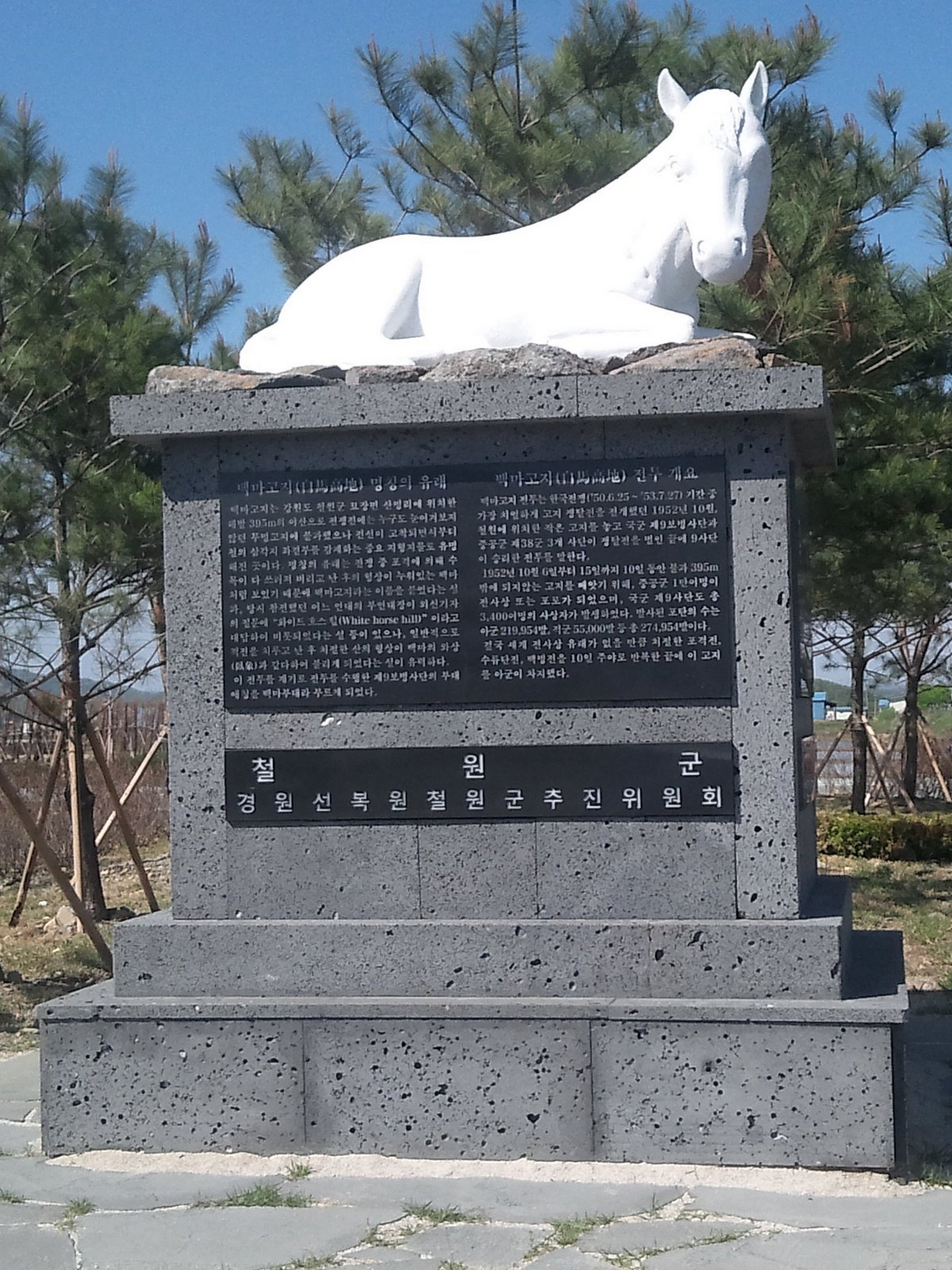
신탄리~백마고지 개통 기념비